# Oberhofen (Niederbergkirchen)
Oberhofen ist ein Gemeindeteil der Gemeinde Niederbergkirchen und eine Gemarkung im oberbayerischen Landkreis Mühldorf am Inn.

## Lage
Der Weiler liegt auf einem Höhenrücken, knapp 3 km südöstlich von Niederbergkirchen. Neben einigen kleinen Verbindungen führt eine Gemeindestraße von Niederbergkirchen kommend nach Mühldorf am Inn.

## Geschichte
Vor der Gemeindegebietsreform war Oberhofen eine selbstständige Gemeinde mit folgenden Gemeindeteilen:
| - Bach - Berg - Gehring - Großhiebing - Haidberg - Hub - Kainrading | - Kleinhiebing - Langolding - Litzlbach - Miesing - Oberrohrbach - Penning - Ramersberg | - Rappensberg - Oberrohrbach - Rohrbach - Stetten - Wimberg - Wotzing |

Am 6. Juni 1961 hatte die Gemeinde 525 Einwohner, 43 davon in Oberhofen. Der einwohnerstärkste Ort war Rohrbach (97). Die Gemeindefläche betrug 1964 1130 Hektar. Am 1. Mai 1978 wurde die Gemeinde nach Niederbergkirchen eingegliedert.

## Sonstiges
Sehenswert ist das ehemalige Rekonvaleszentenheim des Klosters Raitenhaslach mit angebauter Hauskapelle St. Nikolaus.
→ Liste der Baudenkmäler in Niederbergkirchen
Seit dem Jahr 1885 besteht eine Freiwillige Feuerwehr.